# Johannes Steiniger
Cet article possède un paronyme, voir Johannes Steininger.
Johannes Eberhard Steiniger (né le 18 juin 1987 à Bad Dürkheim) est un homme politique allemand de l'CDU et professeur de lycée. Il est depuis les élections fédérales allemandes de 2013 membre du Bundestag allemand.